# Robert Maras
Robert Maras (1978.) je bivši njemački košarkaš i reprezentativac. Danas je košarkaški trener. Sin je hrvatskih roditelja. Igrao je na mjestu centra. Visine je 215 cm. Igrao je u Euroligi sezone 1998./99. za njemački klub ALBU iz Berlina.